# مطار حضرة السلطان الدولي
مطار حضرة السلطان الدولي (بالقازاقية: Халықаралық Әзірет Сұлтан Әуежайы)‏ / Halyqaralyq Äziret Sūltan Äuejaiy)(إياتا: HSA، إيكاو: UAIT)، هو مطار يخدم مدينة تركستان، كازاخستان. بدأ بناء المطار في مايو 2019 وتم الانتهاء منه في 28 سبتمبر 2020.

## شركات الطيران
| شركـات طيـران         | الوجهات                                                         |
| --------------------- | --------------------------------------------------------------- |
| FlyArystan            | مطار ألماتي الدولي، مطار آستانا الدولي، مطار صبيحة كوكجن الدولي |
| طيران الجزيرة         | مطار الكويت الدولي                                              |
| Qazaq Air             | مطار آستانا الدولي                                              |
| SCAT Airlines         | Aktau، Aktobe، Karagandy، مطار كوستاناي، Oral                   |
| الخطوط الجوية التركية | مطار إسطنبول الدولي                                             |